# The Lover Who Took the Cake
The Lover Who Took the Cake è un cortometraggio muto del 1913 diretto da Hay Plumb.

## Trama
La cucina della padrona di casa viene lodata dall'inquilino che vuole ingraziarsela perché è innamorata di sua figlia. Però poi, quando lei non guarda, butta tutto via.

## Produzione
Il film fu prodotto dalla Hepworth.

## Distribuzione
Distribuito dalla Hepworth, il film - un cortometraggio di 185 metri - uscì nelle sale cinematografiche britanniche il 1º maggio 1913.
Fu distrutto nel 1924 dallo stesso produttore, Cecil M. Hepworth. Fallito, in gravissime difficoltà finanziarie, Hepworth pensò in questo modo di poter almeno recuperare il nitrato d'argento della pellicola.